# Виреон Осбурна
Виреон Осбурна (лат. Vireo osburni) — вид воробьинообразных птиц из семейства виреоновых. Эндемик Ямайки. Обитают в лесах и на плантациях. Назван в честь лейтенанта Осбурна, который добыл четырёх птиц.

## Описание
Длина тела 12,5—15 см, масса 19,9—22 г. Лоб, корона, затылок и верхние части тела птицы тусклого серо-коричневого цвета с оливково-коричневым оттенком на средней и нижней части спины и надхвостье. Клюв чёрный, радужная оболочка тёмная.

## Биология
Питаются насекомыми и фруктами, но о диете мало данных. Пищу ищут поодиночке. Миграций не совершают. Сезон размножения в марте — июле. Яйца пятнистые.
МСОП присвоил виду охранный статус NT.